# Утрипован
Утрипован (енгл. The Tripper) је амерички слешер хорор филм независне продукције са елементима црног хумора из 2006. године, од редитеља Дејвида Аркета и продуценткиње Кортни Кокс, са Џејми Кинг, Томасом Џејном, Лукасом Хасом и Маршом Томасон у главним улогама. Представља Аркетов редитељски деби и радња прати групу хипика, које на музичком фестивалу прогони лудак обучен као Роналд Реган. Познати редитељ хорор филмова, Вес Крејвен, има камео улогу у филму.
Филм је сниман у Санта Крузу, Калифорнија. Премијерно је приказан 13. октобра 2006. године, на хорор фестивалу Скримфест. Добио је осредње и претежно негативне оцене критичара. На сајту Ротен томејтоуз оцењен је са 38%.

## Радња
Серијски убица опседнут Роналдом Реганом прогони групу хипика на фестивалу Вудсток. Организатор фестивала није упознат са чињеницом да је пре 30 година, на истом месту, дечак убио еколошког активисту моторном тестером...

## Улоге
| Глумац                | Улога                |
| --------------------- | -------------------- |
| Џејми Кинг            | Саманта              |
| Томас Џејн            | Баз Хол              |
| Лукас Хас             | Иван                 |
| Џејсон Мјуз           | Џои                  |
| Балтазар Гети         | Џими                 |
| Марша Томасон         | Линда                |
| Пол Рубенс            | Френк Бејкер         |
| Ричмонд Аркет         | заменик шерифа Купер |
| Дејвид Аркет          | Маф                  |
| Кортни Кокс           | Синтија              |
| Кристофер Ален Нелсон | Гас / Рони           |
| Паз де ла Уерта       | Џејд                 |
| Редмонд Глисон        | Дилан                |
| Мајкл Сомерс          | полицајац Нитник     |
| Вес Крејвен           | хипик                |